# Human metapneumovirus
Il human metapneumovirus o metapneumovirus umano (HMPV o hMPV) è un virus a RNA a singolo filamento a senso negativo della famiglia Pneumoviridae ed è strettamente correlato al sottogruppo C del metapneumovirus aviario (AMPV). È stato isolato per la prima volta nel 2001 nei Paesi Bassi utilizzando la tecnica RAP-PCR (RNA arbitrariamente innescato attraverso PCR) per l'identificazione di virus sconosciuti che crescono in cellule coltivate. A partire dal 2016, era la seconda causa più comune (dopo il virus respiratorio sinciziale (RSV)) di malattia acuta nei bambini altrimenti sani di età inferiore ai 5 anni in una grande clinica ambulatoriale statunitense.
L'età massima di ospedalizzazione per i neonati con HMPV si verifica tra i 6 e i 12 mesi di età, leggermente più vecchia del picco di RSV, che è di circa 2-3 mesi. Le caratteristiche cliniche e la gravità di HMPV sono simili a quelle di RSV. HMPV è anche un'importante causa di malattia negli anziani. Un notevole focolaio di HMPV è stato osservato fino alla fine del 2024 in Cina.

## Scoperta e denominazione
Il metapneumovirus umano è stato scoperto per la prima volta nel 2001 nei Paesi Bassi da Bernadette G. van den Hoogen e dai suoi colleghi. L'HMPV è stato rilevato per la prima volta nelle secrezioni respiratorie di 28 bambini piccoli nei Paesi Bassi e inizialmente si era distinto dagli altri virus respiratori comuni perché i metodi di test che van den Hoogen et al. avevano provato a utilizzare (test immunologici utilizzando anticorpi specifici del virus e metodi basati sulla PCR utilizzando primer specifici del genoma del virus) erano in grado di testare solo i virus respiratori noti e, pertanto, non erano in grado di identificare il nuovo virus. Solo quando i ricercatori hanno iniziato ad applicare tecniche di biologia molecolare è stato possibile identificare le caratteristiche genetiche e le porzioni delle sequenze genomiche del virus; queste tecniche includevano la tecnica della PCR con primer casuale che otteneva i dati di sequenza limitati necessari per rivelare una chiara relazione tra questo nuovo virus e lo pneumovirus aviario. Fu questa stretta relazione con l'AMPV a dare origine a questo nuovo virus denominato metapneumovirus umano per riflettere sia la sua identità di metapneumovirus sia il suo utilizzo degli esseri umani come organismo ospite.

## Epidemiologia
L'HMPV è stato responsabile del 12% dei casi di malattia respiratoria acuta nei bambini altrimenti sani in una clinica ambulatoriale degli Stati Uniti e del 15% e dell'8% (rispettivamente) dei casi di polmonite acquisita in comunità che hanno richiesto il ricovero ospedaliero nei bambini di età inferiore e superiore ai 5 anni negli Stati Uniti. Il virus è distribuito in tutto il mondo e, nelle regioni temperate, ha una distribuzione stagionale che generalmente segue quella del RSV e del virus dell'influenza durante la tarda primavera e l'inverno. Studi sierologici hanno dimostrato che all'età di cinque anni, praticamente tutti i bambini nel mondo sono stati esposti al virus. Nonostante l'infezione quasi universale durante la prima infanzia, le reinfezioni sono comuni nei bambini più grandi e negli adulti. Il metapneumovirus umano può causare una lieve infezione delle vie respiratorie superiori (il comune raffreddore ). Tuttavia, i neonati prematuri, le persone immunodepresse, e gli anziani >65 anni sono a rischio di gravi malattie e ospedalizzazione. In alcuni studi di ricoveri ospedalieri e visite al pronto soccorso, l'HMPV è quasi comune e grave quanto l'influenza negli anziani. L'HMPV è associato a malattie più gravi nelle persone con asma e negli adulti con broncopneumopatia cronica ostruttiva (BPCO). Sono stati segnalati numerosi focolai di HMPV in strutture di assistenza a lungo termine per bambini e adulti, causando decessi.

## Genoma
L'organizzazione genomica dell'HMPV è simile a quella dell'RSV ; tuttavia, l'HMPV non ha i geni non strutturali , NS1 e NS2, e il genoma dell'RNA antisenso dell'HMPV contiene otto frame di lettura aperti in un ordine genico leggermente diverso rispetto all'RSV (vale a dire 3'-NPMF-M2-SH-GL-5'). L'HMPV è geneticamente simile ai metapneumovirus aviari A, B e in particolare al tipo C. L'analisi filogenetica dell'HMPV ha dimostrato l'esistenza di due principali linee genetiche denominate sottotipo A e B contenenti al loro interno i sottogruppi A1/A2 e B1/B2 rispettivamente. La genotipizzazione basata sulle sequenze dei geni F e G ha mostrato che il sottotipo B era associato a una maggiore durata della tosse e a un aumento dei sistemi respiratori generali rispetto all'HMPV-A.

## Ciclo vitale e riproduzione
Si stima che l'hMPV abbia un periodo di incubazione di 3-6 giorni e che sia spesso più attivo durante le ultime stagioni invernali e primaverili nei climi temperati, sovrapponendosi alle stagioni del RSV e dell'influenza e consentendo eventualmente un'infezione ripetuta. Ma poiché è ancora un virus relativamente nuovo e non è stato ancora ampiamente studiato, l'hMPV e il suo ciclo di replicazione hanno ancora molto mistero attorno a loro. Tuttavia, i ricercatori sono stati in grado di chiarire alcuni passaggi principali del ciclo di replicazione dell'hMPV, basando il loro approccio e la loro sperimentazione sulle attuali conoscenze che abbiamo sui cicli di vita virali e sulle misure riproduttive del resto della famiglia Paramyxoviridae.
Detto questo, è stato determinato che il primo passaggio del ciclo di replicazione dell'hMPV è l'attaccamento alla cellula ospite, in particolare alle cellule epiteliali del tratto respiratorio, utilizzando la proteina G. Questa proteina G contiene una regione idrofobica che agisce come un peptide segnale non scisso e un'ancora di membrana per facilitarne il legame; tuttavia, poiché i virus ricombinanti privi della proteina G sono stati comunque in grado di replicarsi in vitro e in vivo , sembra che l'attaccamento tramite la proteina G non sia necessario per il resto del ciclo di replicazione.
Il passaggio successivo nel ciclo è la fusione delle membrane virali e ospiti, che è probabilmente mediata dalla proteina F. Sebbene il meccanismo di fusione sia molto simile a quello di altri membri della famiglia Paramyxoviridae e comporti cambiamenti conformazionali della proteina F, il meccanismo per hMPV non dipende dalla proteina G per la fusione come i membri della sua famiglia, mostrando coerenza con l'idea precedentemente menzionata secondo cui la proteina G non è necessaria per i passaggi successivi del ciclo di replicazione di hMPV. Inoltre, la funzione di fusione della proteina F è stata dimostrata dalla sua capacità di legarsi alle cellule ospiti tramite l'integrina αvβ1 utilizzando un motivo Arginina-Glicina-Aspartato (RGD), che si ipotizza sia l'innesco degli eventi di fusione della membrana. Una differenza principale tra l'hMPV e altri meccanismi di fusione dei virus Paramyxoviridae è che gli eventi di fusione dell'hMPV si verificano a livelli di pH acido mentre gli eventi di fusione di altri virus si verificano a livelli di pH neutro; tuttavia, sono necessarie ulteriori ricerche in quest'area per comprendere meglio cosa c'è di diverso nel meccanismo di fusione dell'hMPV e perché. Sebbene la sua funzione specifica sia incerta, è importante notare la presenza della glicoproteina SH che apparentemente non ha alcun effetto sulla cinetica di replicazione, sugli effetti citopatici o sulla formazione di placche dell'hMPV.
Dopo la fusione, il genoma dell'RNA virale (vRNA) a senso negativo contenente la ribonucleoproteina virale (RNP) viene rilasciato nel citoplasma e funge da modello per la sintesi di mRNA e cRNA antigenomico. Da qui, la maggior parte delle nostre conoscenze sulla trascrizione dell'hMPV deriva da ciò che già sappiamo sul virus respiratorio sinciziale e altri virus Paramyxoviridae, incluso il fatto che le sequenze leader e trailer nel genoma sono parzialmente complementari e agiscono come promotori per la trascrizione. Osserviamo che le proteine N, P e L si dissociano dal vRNA e si legano tra loro per formare il complesso della polimerasi in modo che l'RNA genomico possa agire come matrice per la trascrizione e la replicazione virale nel citoplasma. L'ultimo passaggio nel processo di replicazione dell'hMPV che è relativamente certo è il viaggio delle glicoproteine dell'involucro (F, G e SH) verso zone di accumulo membranoso attraverso l'apparato di Golgi per essere esposte sulla superficie delle cellule infette. Ciò consente alle cellule infette di fondersi con le cellule adiacenti attraverso l'azione delle proteine di fusione virali sulla superficie, diffondendo efficacemente il genoma del virus. Il resto del ciclo di replicazione successivo alla sintesi dell'RNA e delle proteine virali non è chiaro e richiede ulteriori ricerche.

## Virologia
L'HMPV infetta le cellule epiteliali delle vie aeree nel naso e nei polmoni. Si pensa che l'HMPV si attacchi alla cellula bersaglio tramite le interazioni della proteina glicoproteica (G) con l'eparan solfato e altri glicosamminoglicani. La proteina di fusione (F) dell'HMPV codifica un motivo RGD (Arg-Gly-Asp) che coinvolge le integrine leganti RGD come recettori cellulari, quindi media la fusione della membrana cellulare e dell'involucro virale in modo indipendente dal pH, probabilmente all'interno degli endosomi. L'HMPV induce quindi la risposta di chemiochine e citochine come IL-6, IFN-alfa, TNF-alfa, IL-2 e proteine infiammatorie dei macrofagi, che a sua volta porta a infiltrazione e infiammazione peribronchiolare e perivascolare.

## Rilevamento
L'identificazione dell'HMPV si è basata prevalentemente sulla tecnologia della reazione a catena della polimerasi con trascrittasi inversa ( RT-PCR ) per amplificare direttamente dall'RNA estratto da campioni respiratori. Sono stati impiegati approcci alternativi più convenienti per il rilevamento dell'HMPV mediante approcci basati sugli acidi nucleici , tra cui:
1. rilevamento di antigeni hMPV nelle secrezioni nasofaringee mediante test immunofluorescente -anticorpale
2. l'uso della colorazione immunofluorescente con anticorpi monoclonali per rilevare l'HMPV nelle secrezioni nasofaringee e nelle colture in fiale a conchiglia
3. test di immunofluorescenza per il rilevamento di anticorpi specifici dell'hMPV
4. l'uso di anticorpi policlonali e l'isolamento diretto in cellule coltivate.

## Distribuzione
Sebbene l’hMPV sia stato scoperto e identificato per la prima volta nel 2001, studi sierologici hanno dimostrato che l’hMPV, o un suo stretto parente, era già in circolazione da almeno 50 anni. Da queste informazioni, è chiaro che il virus non era semplicemente “saltato” dagli uccelli, o da qualche altro serbatoio animale, agli esseri umani poco prima della sua scoperta.
Finora, il picco di infezione da hMPV nell'emisfero settentrionale si verifica a fine inverno e inizio primavera, ma può essere riscontrato a livello globale in tutti i continenti e la sua distribuzione è molto complessa e dinamica. I ricercatori hanno scoperto che l'hMPV è per lo più localizzato e può differire significativamente da comunità a comunità, consentendo la possibilità che il ceppo in una località un anno sia più simile al ceppo in una località diversa l'anno successivo. Questo fenomeno è stato effettivamente registrato con i ceppi del virus in Australia nel 2001; in Francia nel 2000 e nel 2002; in Canada nel 1999, 2000, 2001 e 2002; in Israele nel 2002; e nei Paesi Bassi nel 2001, tutti strettamente correlati in base alle sequenze del gene F. Esistono almeno due genotipi principali di hMPV (A e B) che circolano durante le epidemie nella comunità e ogni genotipo ne ha due propri, ma, al momento, sembra che nessun ceppo sia dominante sugli altri e nessuno di essi è noto per causare diversi livelli di gravità.
L'HMPV si diffonde molto probabilmente da individui infetti ad altri attraverso 1. secrezioni da tosse e starnuti, 2. stretto contatto personale (ad esempio toccando, stringendo la mano, ecc.) e 3. toccando oggetti con virus e poi toccandosi bocca, naso o occhi. Lo sviluppo di una terapia antivirale affidabile o di un vaccino per prevenire la diffusione dell'hMPV deve ancora avvenire, ma sembrano esserci sviluppi promettenti in quell'area. In alcuni studi sui vaccini, i ricercatori hanno osservato come un virus parainfluenzale umano ricombinante vivo che contiene il gene hMPV F può indurre anticorpi specifici per l'hMPV e può proteggere gli animali da esperimento dall'hMPV. Un altro studio simile ha dimostrato come un virus parainfluenzale bovino /umano chimerico 3 che esprime il gene hMPV F consente di neutralizzare anticorpi sia contro la parainfluenza che contro l'hMPV. Per quanto promettenti possano sembrare questi risultati e studi, è importante notare che questi esperimenti hanno delle limitazioni, inclusi i loro modelli animali di piccole popolazioni. Nel complesso, mentre sono in fase di sviluppo vaccini e trattamenti terapeutici antivirali, la difficoltà maggiore che i ricercatori devono affrontare al momento è rappresentata dai dati limitati disponibili sullo sviluppo dell’hMPV nell’ospite naturale.

## Trasmissione
Non ci sono studi conclusivi fino ad oggi; tuttavia, è probabile che la trasmissione avvenga tramite contatto con secrezioni contaminate, tramite vettori di goccioline, aerosol o fomiti . Sono state segnalate infezioni ospedaliere con metapneumovirus umano. È stato dimostrato che l'HMPV circola durante i mesi autunnali e invernali con predominanza alternata di un singolo sottotipo ogni anno.

## Trattamento
Non è ancora noto alcun trattamento, ma la ribavirina ha dimostrato efficacia in un modello animale.
La società farmaceutica americana Moderna ha condotto una sperimentazione clinica per un vaccino candidato modRNA contro il metapneumovirus. A partire da ottobre 2019, il vaccino candidato ha superato la fase I , con segnalazioni che il vaccino è ben tollerato a tutti i livelli di dose a due mesi e provoca una risposta immunitaria che aumenta la produzione di anticorpi neutralizzanti.

## Evoluzione
Il metapneumovirus umano è stato segnalato per la prima volta nel 2001 e il metapneumovirus aviario negli anni '70. Esistono almeno quattro linee di metapneumovirus umano: A1, A2, B1 e B2. Il metapneumovirus aviario è stato suddiviso in quattro sottogruppi: A, B, C e D. Le stime bayesiane suggeriscono che il metapneumovirus umano è emerso 119-133 anni fa e si è discostato dal metapneumovirus aviario intorno al 1800.